# Agastoschizomus huitzmolotitlensis
Espèce
Agastoschizomus huitzmolotitlensis est une espèce de schizomides de la famille des Protoschizomidae.

## Distribution
Cette espèce est endémique de l'État de San Luis Potosí au Mexique,. Elle se rencontre dans la grotte Sótano de Huitzmolotitla à Xilitla.

## Description
Le mâle holotype mesure 8,2 mm. Le mâle décrit par Cokendolpher et Reddell en 1992 mesure 7,0 mm.

## Étymologie
Son nom d'espèce, composé de huitzmolotitl[a] et du suffixe latin -ensis, « qui vit dans, qui habite », lui a été donné en référence au lieu de sa découverte, la grotte Sótano de Huitzmolotitla.

## Publication originale
- Rowland, 1975 : A partial revision of Schizomida (Arachnida), with descriptions of new species, genus, and family. Occasional Papers of the Museum, Texas Tech University, no 31, p. 1-21.